# Cheilacanthus severini
Cheilacanthus severini är en skalbaggsart som först beskrevs av Auguste Lameere 1903.  Cheilacanthus severini ingår i släktet Cheilacanthus och familjen långhorningar.
Artens utbredningsområde är:
- Angola.
- Gabon.

Inga underarter finns listade i Catalogue of Life.